# Igor Andronic
Igor Andronic (Chișinău, 11 marzo 1988) è un ex calciatore moldavo, di ruolo difensore.

## Carriera

### Club
Ha giocato nella prima divisione moldava.

### Nazionale
Ha giocato nella nazionale moldava Under-21.
Tra il 2008 ed il 2017 ha giocato complessivamente 3 partite con la nazionale maggiore moldava, tutte in incontri amichevoli.

## Statistiche

### Cronologia presenze e reti in nazionale
| Cronologia completa delle presenze e delle reti in nazionale ― Moldavia | Cronologia completa delle presenze e delle reti in nazionale ― Moldavia | Cronologia completa delle presenze e delle reti in nazionale ― Moldavia | Cronologia completa delle presenze e delle reti in nazionale ― Moldavia | Cronologia completa delle presenze e delle reti in nazionale ― Moldavia | Cronologia completa delle presenze e delle reti in nazionale ― Moldavia | Cronologia completa delle presenze e delle reti in nazionale ― Moldavia | Cronologia completa delle presenze e delle reti in nazionale ― Moldavia |
| Data                                                                    | Città                                                                   | In casa                                                                 | Risultato                                                               | Ospiti                                                                  | Competizione                                                            | Reti                                                                    | Note                                                                    |
| ----------------------------------------------------------------------- | ----------------------------------------------------------------------- | ----------------------------------------------------------------------- | ----------------------------------------------------------------------- | ----------------------------------------------------------------------- | ----------------------------------------------------------------------- | ----------------------------------------------------------------------- | ----------------------------------------------------------------------- |
| 18-11-2008                                                              | Tallinn                                                                 | Estonia                                                                 | 1 – 0                                                                   | Moldavia                                                                | Amichevole                                                              | -                                                                       | 66’                                                                     |
| 19-11-2008                                                              | Tallinn                                                                 | Lituania                                                                | 1 – 1                                                                   | Moldavia                                                                | Amichevole                                                              | -                                                                       |                                                                         |
| 17-1-2017                                                               | Doha                                                                    | Qatar                                                                   | 1 – 1                                                                   | Moldavia                                                                | Amichevole                                                              | -                                                                       | 85’                                                                     |
| Totale                                                                  |                                                                         | Presenze                                                                | 3                                                                       |                                                                         | Reti                                                                    | 0                                                                       |                                                                         |

## Palmarès

### Club

#### Competizioni nazionali
- Coppa di Moldavia: 1

Zimbru Chișinău: 2006-2007